# Охта (станция)
О́хта (до 1923 года Охта-Навалочная, в 1923—1925 годах — Охта-Мурманская, в 1925—1932 годах — Ленинград-Товарный-Мурманский) — упразднённая непассажирская железнодорожная станция в Красногвардейском районе Санкт-Петербурга. Станция была задумана и заложена в 1913 году как головная для линии на Рауту, но не была реализована в полной мере из-за Первой мировой и Гражданской войн. В 1923 году станция была передана в состав Мурманской железной дороги для постройки на ней вокзала, но это также не было сделано. В 1986 году малодеятельная товарная станция была упразднена и передана в состав соседней Дачи Долгорукова, после этого перевозки по станции постепенно сокращались, пока не прекратились совсем. В 2021 году было объявлено о демонтаже оставшихся путей станции.

## История
В 1892 году по инициативе барона Корфа была построена Ириновская железная дорога колеи 750 мм, начинавшаяся от станции Охта. В 1895 году был дополнительно построен участок от Охты до Пальменбахского перевоза через Неву с организацией станции Охта-Нева. Это было сделано по требованию дачников, по большей части прибывавших на Ириновскую дорогу по переправе. По этой причине станция Охта обозначена в справочнике железнодорожных станций СССР как открытая в 1892 году.
В 1913—1914 годах была построена Финляндская соединительная линия, связавшая Санкт-Петербург-Финляндский с основной железнодорожной сетью страны на левом берегу Невы. Одновременно с этим было начато строительство линии из Петербурга на берег Ботнического залива. Для сооружения головной станции для этой линии от станции Дача Долгорукова была проложена временная линия на правый берег Охты, в дальнейшем её предполагалось соединить ещё одной линией со станцией Полюстрово и вести линию далее на север от последней. Станция была открыта для грузовой работы в 1914 году, получив название Охта-Навалочная. В 1915 году Императорским петроградским обществом архитекторов был объявлен конкурс на постройку вокзала Петроград-Охта, который должен был располагаться на берегу Охты, напротив съезда с моста Петра Великого. Вокзал должен был быть тупиковым и строиться в две очереди в расчёте на рост пассажиропотока на новой линии. Вокзал планировался на 5 платформ и 8 тупиков, на платформах предполагалось наличие навесов. Но бушевавшая на тот момент Первая мировая война и последовавший за ней экономический кризис вынудили сильно сократить финансирование строительства линии на Расули. Временный путь от Дачи Долгорукова в итоге стал постоянным, а вокзал Петроград-Охта и соединительная линия от Охты-Навалочной до Полюстрово так и не были построены.
В 1916 году при проектировании линии на Рыбинск станция была предложена в качестве головной для неё с сооружением линии до Мги, включавшей в себя мост через Неву. В проекте перепланировки Петроградского железнодорожного узла, утверждённом инженерным советом Министерства путей сообщения в феврале 1916 года, станция была указана как головная с вокзалом для линий на Расули и Рыбинск, что потребовало разработки нового проекта как самой станции, так и подходов к ней. Он был готов в нескольких вариантах и представлен совету в начале 1917 года, но реализации помешали революционные события. В июле 1919 года достроенная линия на Расули, называвшаяся после получения Финляндией независимости Васкеловской, была включена в состав Николаевской железной дороги; пассажирское движение на линии осуществлялось с Финляндского вокзала, а станция Охта более для него не использовалась. В апреле 1920 года часть путей и устройств станции Охта-Навалочная стала использоваться управлением «Иринстройка» для перестройки Ириновской железной дороги на широкую колею, а в октябре того же года декретом СНК РСФСР постройка участка Петроград — Мга, который планировалось вести от Охты, была признана нецелесообразной и отменена.
В марте 1923 года станция была передана в ведение Мурманской железной дороги для планировавшегося обустройства собственной головной станции в Петрограде — до того все операции по отправке грузов с дороги происходили через передачу их со станции Рыбацкое на пути Октябрьской железной дороги, что усложняло процесс. Станция была переименована в Охту-Мурманскую, а управление дороги стало добиваться постройки линии на Мгу, отменённой ранее. 10 апреля 1925 года постановлением СНК РСФСР станция была переименована в Ленинград-Товарный-Мурманский. В это время, в том числе за счёт пониженных относительно Октябрьской железной дороги тарифов, станция стала обрастать подъездными путями на различные предприятия (например, «Красный Судостроитель»). Несмотря на это, станция оставалась островной для Мурманской дороги, а потому малодеятельной, а попытки добиться постройки линии, которая соединила бы её с остальной дорогой, оставались безуспешными. Показательным является и то, что общая пропускная способность станции не превышала 120 вагонов в сутки. В итоге в 1932 году станция была возвращена Октябрьской железной дороге, тогда же ей было возвращено название Охта.

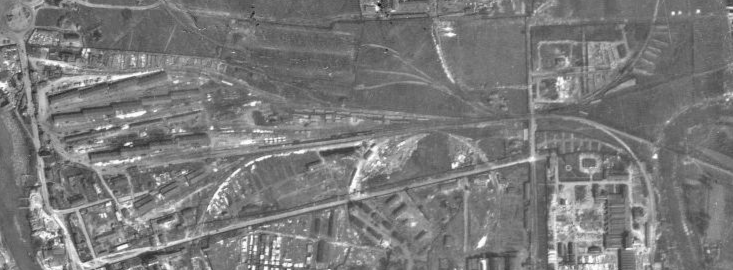
Станция на аэрофотосъёмке Люфтваффе, 1941 год

В 1930-х годах стал подниматься вопрос о необходимости сооружения сортировочной станции для правобережной части Ленинградского узла. В некоторых из предлагаемых проектов предполагалось перестроить станцию Охта с сооружением пассажирского вокзала для перевода на неё пассажирского движения Васкеловской и Ириновской линий, а в перспективе — также и линии на Мгу, к идее постройки которой в это время вернулись. Но планы по строительству такого вокзала так и не были претворены в жизнь, поскольку не были первоочередными. Тем не менее, станция продолжила существовать, обслуживая на 1935 год подъездные пути 11 организаций. В 1940 году линия на Мгу наконец была построена, но поскольку строительство велось в спешке, соединение со станцией Охта выполнено не было. В 1941 году мост линии через Неву был разрушен, и движение по ней прекратилось. В 1948 году в утверждённом тогда генеральном плане Ленинграда было запланировано строительство пассажирского вокзала на Охте, выходящего на площадь на пересечении Заневского проспекта и проспекта Шаумяна, но поскольку движение по железным дорогам правого берега Невы было восстановлено в полной мере только к середине 1950-х годов, проект так и остался на бумаге. В 1960-х годах появился проект создания Ладожского вокзала, подразумевавший постройку его на проходной, а не тупиковой станции, что исключало использование для этих целей станции Охта. В конечном итоге для нового вокзала была выбрана станция Дача Долгорукова.
На 1981 год по станции производились приём и выдача грузов на подъездных путях и повагонными отправками открытого хранения в местах общего пользования. Имелись подъёмные механизмы грузоподъёмностью свыше 10 т, на станции в 1980-х годах работал приписанный к ней маневровый тепловоз ТЭМ1-1556. В 1986 году станция Охта была упразднена и сделана парком станции Дача Долгорукова. В дальнейшем постепенное снижение экономической активности в промзоне вокруг станции понемногу привело к закрытию и демонтажу подъездных путей; на 2015 год единственным грузоотправителем по станции оставался складской комплекс на Якорной улице, получавший всего несколько вагонов в день. В 2019—2021 годах переезд станционных путей через проспект Энергетиков был расширен, перестав быть узким местом на оживлённой магистрали. Тогда же руководством Российских железных дорог было объявлено о планах закрыть парк Охта станции Дача Долгорукова с демонтажом оставшихся путей.